# 特佩-希萨尔遗址

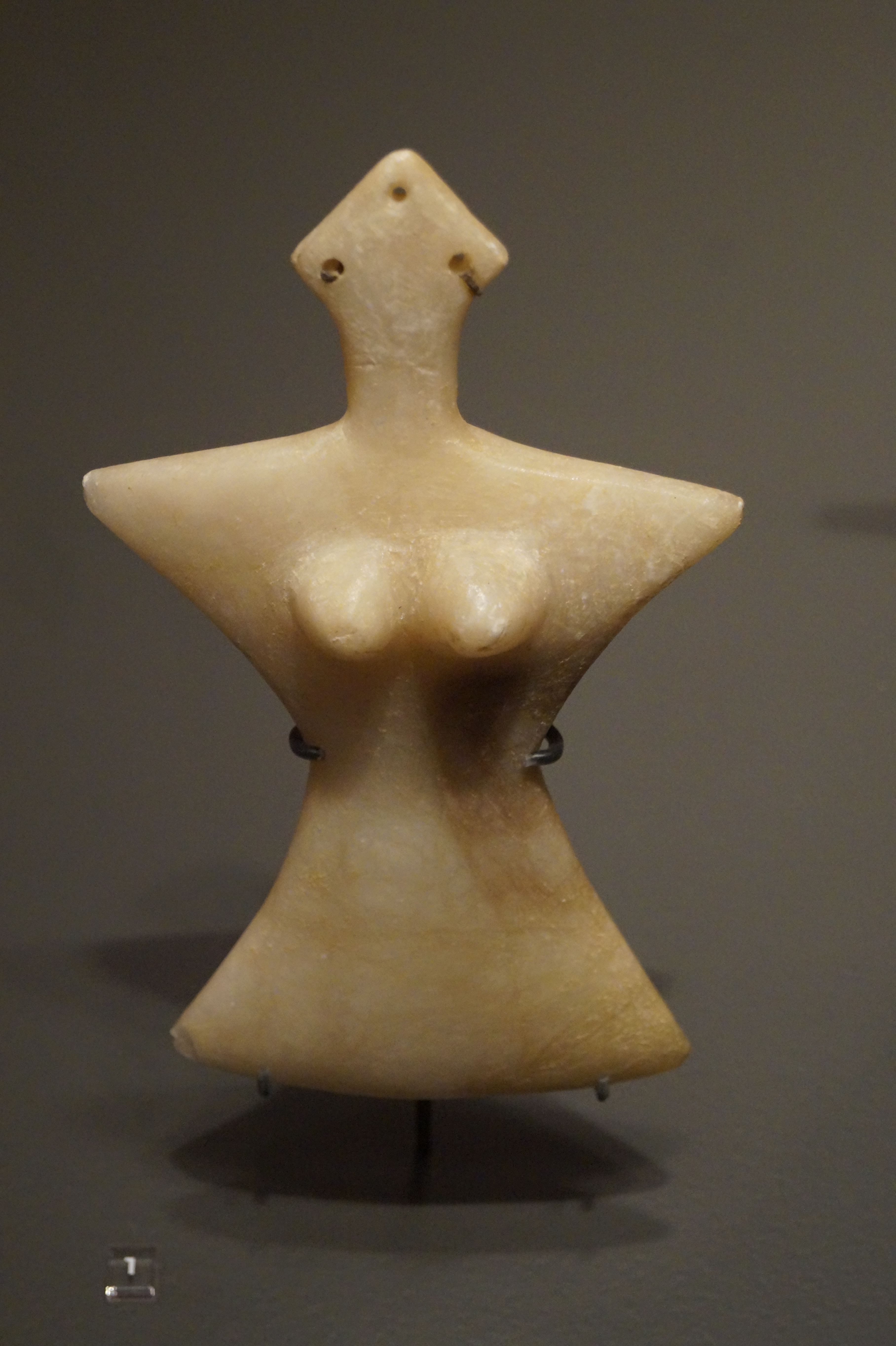
遗址3层出土的雪花石膏雕像，公元前2300-1900年

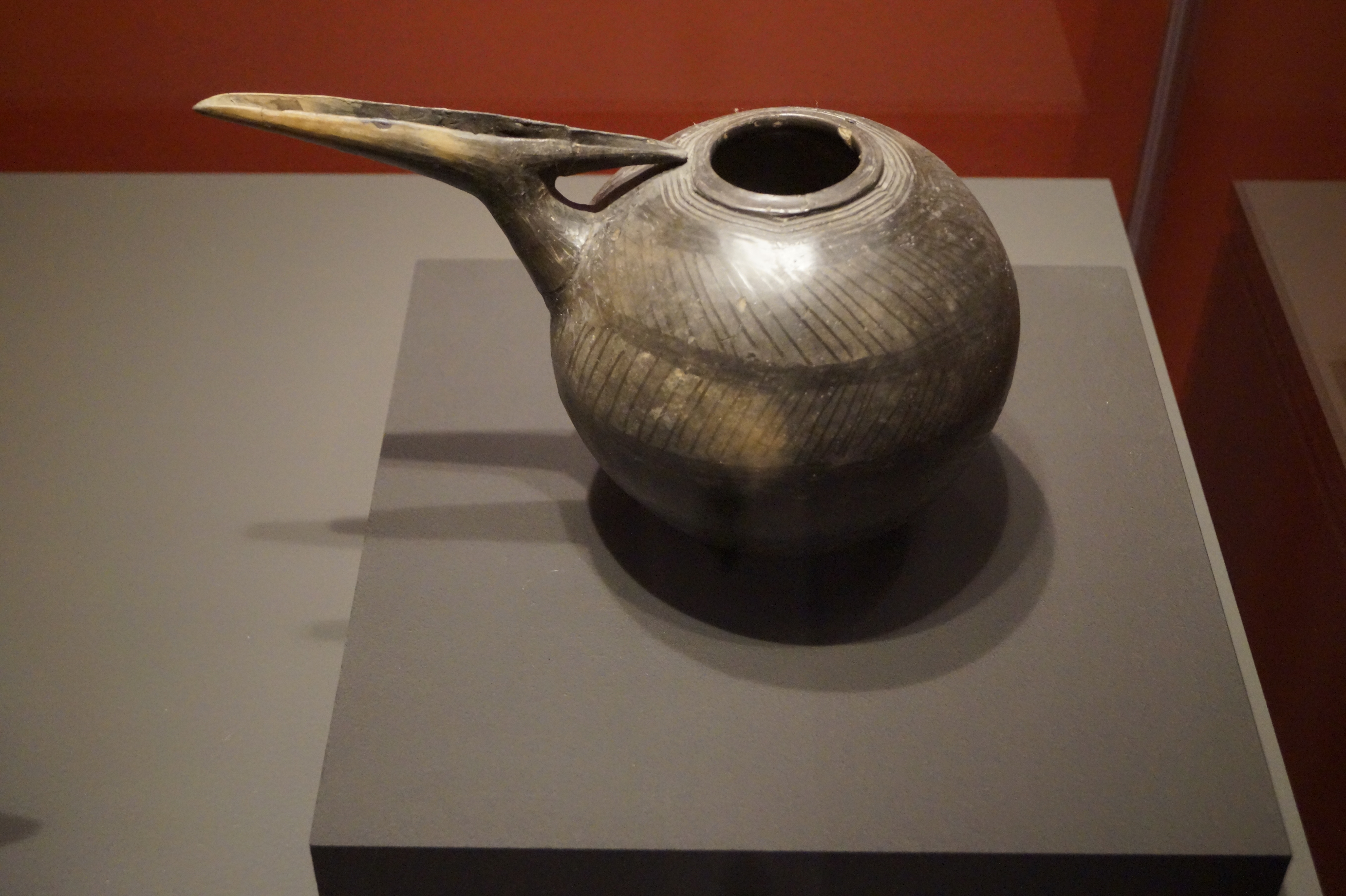
遗址3层出土的陶器，公元前2300-1900年

特佩-希萨尔遗址是位于伊朗东北部塞姆南省達姆甘南部Heydarabad村的史前遗址。 
根据出土文物以及丧葬习俗判断，这座遗址可以看作是美索不达米亚至中亚的文化桥梁。